# Gare de Kintetsu-Nippombashi
La gare de Kintetsu-Nippombashi (近鉄日本橋駅, Kintetsu-Nippombashi-eki) est une gare ferroviaire japonaise située à Osaka. Elle est gérée par la compagnie Kintetsu.

## Situation ferroviaire
La gare de Kintetsu-Nippombashi est située au point kilométrique (PK) 1,2 de la ligne Kintetsu Namba.

## Histoire
La gare a été inaugurée le 15 mars 1970.

## Service des voyageurs

### Accueil
La gare est située en souterrain, avec des guichets et des automates pour l'achat de titres de transport.

### Desserte
- Ligne Kintetsu Namba :
  - voie 1 : direction Osaka-Uehommachi (interconnexion avec la ligne Kintetsu Nara pour Tsuruhashi, Yamato-Saidaiji et Kintetsu-Nara)
  - voie 2 : direction Osaka-Namba (interconnexion avec la ligne Hanshin Namba pour Amagasaki)

### Intermodalité
La station Nippombashi du métro d'Osaka est en correspondance.

## Dans les environs
- Nipponbashi et Denden Town (ja)
- Théâtre national de bunraku
- Dōtonbori